# Nuestro siglo
Nuestro siglo fue una serie documental realizada por Televisión Nacional de Chile producida en el año 1998 y emitida en 1999. La serie consta de 8 capítulos en los que se hablan de manera cronológica los diferentes acontecimientos que ocurrieron en Chile y en el extranjero del siglo XX, abarcando desde el año 1900 a 1999. Nuestro Siglo una adaptación de la serie documental británica People´s Century emitida por la BBC la cual se emitió desde 1995 a 1997. 

## Capítulos
Todos los capítulos son introducidos por el periodista Bernardo de la Maza y son entrevistados distintos testigo de la mayoría de los hechos que sucedieron en Chile y el mundo durante el siglo XX
| # | Título                     | Contenido                                                     | Fecha de emisión         |
| - | -------------------------- | ------------------------------------------------------------- | ------------------------ |
| 1 | "Historias de 1900 a 1913" | Crisis del Centenario                                         | 22 de septiembre de 1999 |
| 2 | "Historias de 1914 a 1929" | Primera Guerra Mundial                                        | 29 de septiembre de 1999 |
| 3 | "Historias de 1930 a 1937" | Gran Depresión                                                | 6 de octubre de 1999     |
| 4 | "Historias de 1938 a 1945" | Gobiernos radicales y la Segunda Guerra Mundial               | 13 de octubre de 1999    |
| 5 | "Historias de 1946 a 1960" | Guerra Fría y el Terremoto de Valdivia de 1960                | 20 de octubre de 1999    |
| 6 | "Historias de 1961 a 1973" | Gobiernos de Eduardo Frei Montalva y Salvador Allende Gossens | 27 de octubre de 1999    |
| 7 | "Historias de 1973 a 1989" | Golpe de Estado de 1973 y la dictadura militar                | 3 de noviembre de 1999   |
| 8 | "Historias de 1990 a 1999" | Transición a la democracia                                    | 10 de noviembre de 1999  |

## Premios
El documental fue premiado por un Premio Altazor el año 2000 por aporte creativo en guion.